# 唐施泰特
唐施泰特（德語：Tangstedt，發音：[ˈtaŋʃtɛt]）是德国石勒苏益格-荷尔斯泰因州施托尔曼县的市镇，面积39.86平方千米，2023年12月31日人口为6,519人。